# Adam Boufandar
Adam Boufandar, né le 11 août 2006 à Savillan (Italie), est un footballeur italo-marocain jouant au poste de milieu défensif au Juventus Football Club.

## Biographie
Adam Boufandar est né à Savillan, dans le Piémont, d'un père marocain et d'une mère italienne, d'origine polonaise,,.

### Carrière en club
Ayant commencé à jouer à Fossano, dans sa  province natale, Adam Boufandar rejoint la Juventus à l'âge de six ans, dont il devient lors de la saison 2022-23 le capitaine des moins de 17 ans.

### Carrière en sélection
Éligible pour représenter l'Italie, la Pologne ou le Maroc du fait de ses origines, Boufandar est d'abord sélectionné avec l'équipe d'Italie des moins de 16 ans dès 2021, étant ensuite régulièrement appelé avec les moins de 17 ans italiens entre 2022 et 2023,,.
Mais c'est finalement le Maroc qu'il va choisir en équipes de jeunes, convoqué pour plusieurs matchs amicaux en mars 2023.
Boufandar est ensuite sélectionné avec les moins de 17 ans pour la CAN des moins de 17 ans qui a lieu au printemps 2023 en Algérie,,, dans un contexte de fortes tensions et incertitudes liées aux relations compliquées entre les deux voisins maghrébins,.
Titulaire tout du long de la compétition, il permet aux siens de se qualifier pour la coupe du monde junior en éliminant l'Algérie à domicile en quart de finale,,, s'imposant ensuite face au Mali pour atteindre la finale du tournoi,,.
Se préparant pour la Coupe du monde U17, il reçoit sa première sélection avec le Maroc -18 ans en octobre face à l'Angleterre -18 ans (défaite, 1-0). Le 23 octobre 2023, il est sélectionné sur la liste définitive de Saïd Chiba pour la Coupe du monde U17 en Indonésie. Il est éliminé en quarts de finale de la compétition, battu par le Mali -17 ans sur le score de 0-1.

## Palmarès
- Maroc -17 ans
  - Coupe d'Afrique des nations junior
    -  Finaliste en 2023